# بروروها (بخش)
بروروها (به لاتین: Beroroha) یک بخش‌های ماداگاسکار در ماداگاسکار است که در آتسیمو-آندرفانا واقع شده‌است.